# San Buenaventura (Honduras)
San Buenaventura è un comune dell'Honduras facente parte del dipartimento di Francisco Morazán.
Già parte del comune di Santa Ana, nella divisione amministrativa del 1889 figura come comune autonomo.